# Robert Rolfe, 1. Baron Cranworth

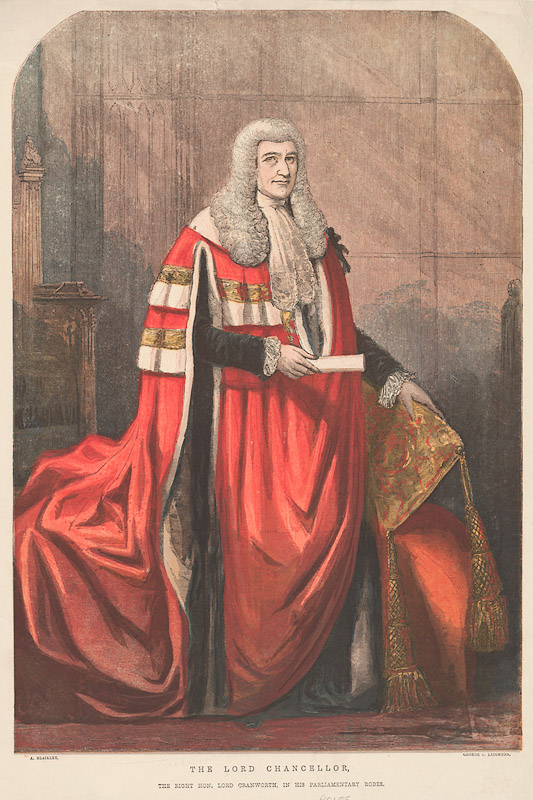
Robert Rolfe, 1. Baron Cranworth

Robert Monsey Rolfe, 1. Baron Cranworth PC (* 18. Dezember 1790; † 26. Juli 1868) war ein britischer Jurist und Politiker der Whigs sowie später der Liberal Party, der mehrere Jahre Abgeordneter des House of Commons sowie zwischen 1852 und 1858 sowie erneut zwischen 1865 und 1866 zwei Mal Lordkanzler war.

## Leben

### Frühe Karriere
Rolfe, Sohn des Reverend John Edmund Rolfe, absolvierte ein Studium der Rechtswissenschaften am Trinity College der University of Cambridge. Nach seiner anwaltlichen Zulassung am Lincoln’s Inn nahm er 1816 eine anwaltliche Tätigkeit als Barrister auf.
1832 wurde Rolfe als Kandidat der liberalen Whigs erstmals zum Abgeordneten in das House of Commons gewählt und vertrat dort bis 1840 den Wahlkreis Penryn and Falmouth.
Im Juli 1834 wurde er von Premierminister William Lamb, 2. Viscount Melbourne, als Nachfolger von Charles Pepys zum Solicitor General ernannt und war als solcher bis zu seiner Ablösung durch William Webb Follett (1796–1845) im November 1834 Stellvertreter des Attorney General und damit einer der wichtigsten Berater der Krone und der Regierung.
Nachdem William Lamb, 2. Viscount Melbourne, im April 1835 erneut Premierminister wurde, übernahm Rolfe als Nachfolger Folletts erneut das Amt des Solicitor General und verblieb bis zu seiner Ablösung durch Thomas Wilde 1839 im Amt.

### Lordkanzler
Am 2. November 1850 wurde Rolfe Nachfolger von James Wigram (1793–1866) als Vizekanzler der für Wirtschaftsrecht, Kartellrecht, Testamentsrecht und Grundstücksrecht zuständigen Chancery Division des High Court of Justice, des höchsten Zivilgerichts von England und Wales. Zugleich wurde er Mitglied des Privy Council. Er behielt dieses Richteramt bis April 1851. Nachfolger wurde daraufhin George James Turner.
Durch ein Letters Patent vom 20. Dezember 1850 wurde Rolfe als Hereditary Peer mit dem Titel Baron Cranworth, of Cranworth in the County of Norfolk, erhoben und gehörte damit bis zu seinem Tod dem House of Lords an. 
Am 28. Dezember 1852 wurde er von Premierminister George Hamilton-Gordon, 4. Earl of Aberdeen, erstmals zum Lordkanzler (Lord Chancellor) ernannt und damit zum Nachfolger von Edward Sugden, 1. Baron St. Leonards. Das Amt des Lordkanzler bekleidete er auch in der nachfolgenden Regierung von Premierminister Henry John Temple, 3. Viscount Palmerston bis zum Ende von dessen Amtszeit am 20. Februar 1858. Er wurde dann von Frederic Thesiger, 1. Baron Chelmsford, abgelöst.
Am 7. Juli 1865 wurde Rolfe als Nachfolger von Richard Bethell, 1. Baron Westbury von Premierminister Henry John Temple, 3. Viscount Palmerston, erneut zum Lordkanzler berufen und behielt dieses Amt auch nach dessen Tod in der Regierung von Premierminister John Russell, 1. Earl Russell, bis zum 26. Juni 1866. Nachfolger wurde daraufhin erneut Frederic Thesiger, 1. Baron Chelmsford.
Da seine am 9. Oktober 1845 geschlossene Ehe mit Laura Carr kinderlos blieb, erlosch der Titel des Baron Cranworth mit seinem Tod.
1899 kam es zu einer Neuverleihung des Titels an Robert Gurdon (1829–1902), der als Vertreter der Liberal Party ebenfalls mehrere Jahre Abgeordneter des House of Commons war.